# Ingenic Semiconductor
Ingenic Semiconductor ist ein chinesischer Halbleiterhersteller mit Sitz in Peking.

## Produkte

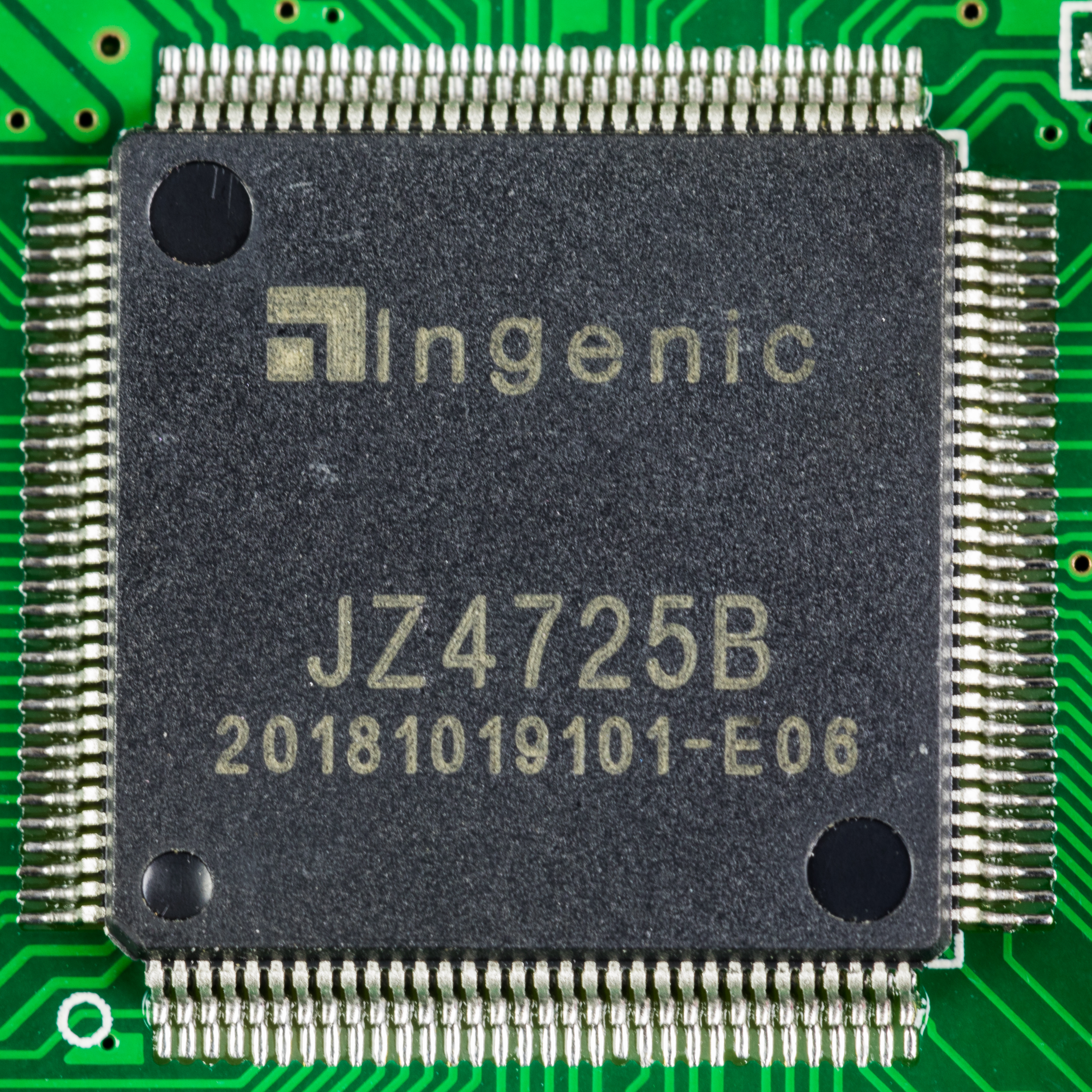
Ingenic JZ4725

Die SoCs sind kompatibel mit dem MIPSII-Standard, besitzen eine 8-stufige Pipeline und implementieren die XBurst-RISC-Architektur.
- Jz4720 (240 MHz, 150 mW)[1]
  - Jz4725 (360 MHz, 200 mW)[2]
- Jz4730 (336 MHz, 200 mW)[3]
- Jz4740 (360 MHz, 200 mW) zusätzlicher MPEG4-Decoder[4]
- Jz4750 (360 MHz, 200 mW) zusätzlicher TV-Signalgenerator[5]
  - Jz4755 (2 × 360 MHz), zusätzlicher Kern für Bildverarbeitung[6]
  - JZ4760 (600 MHz), der zweite Kern wird nur für die Videoverarbeitung genutzt, IEEE754 FPU (28. Juli 2011)
  - JZ4770 (1 GHz, ca. 250 mW), zusätzlicher Decoder für H.264, VC-1 und VP8 sowie ein 2D+3D-Grafikkern (in Lizenz von Vivante) unterstützt OpenGL ES 2.0 und OpenVG 1.1

Der Jz4730 wird im Skytone Alpha 400 und dessen „Abkömmlingen“ wie der in Deutschland vertriebenen Version JAY-tech Jee-PC 400S verwendet. Der Jz4732, der praktisch dem Jz4740 entspricht, findet unter anderen in der Handheld-Konsole Dingoo Verwendung. Die SoCs werden häufig auch in Portable Media Playern, digitalen Bilderrahmen und GPS-Geräten verbaut.